# Android XR
Android XR ist ein von Google entwickeltes Betriebssystem für Extended Reality (XR), das auf Android basiert. Es wurde im Dezember 2024 angekündigt und soll 2025 erscheinen. Das Betriebssystem ist für XR-Geräte konzipiert, darunter das „Project Moohan“-Headset von Samsung sowie eine von Google DeepMind entwickelte Datenbrille. Android XR ist eng mit dem KI-gestützten Chatbot Gemini integriert.
Nach dem kommerziellen Misserfolg von Google Glass – einem früheren Headset-Produkt – übernahm Google unter anderem die VR-Unternehmen Tilt Brush und Owlchemy Labs und verfolgte weitere Projekte im Bereich tragbarer Computertechnologie, etwa Google Cardboard und Google Daydream, die später eingestellt wurden. Im Jahr 2021 belebte Google seine XR-Bemühungen mit einem Projekt unter dem Codenamen Project Iris erneut. Dabei handelte es sich um ein AR-Headset mit einem neu entwickelten Betriebssystem. Nach der Veröffentlichung von Apples Vision Pro im Jahr 2024 stellte Google das Projekt jedoch ein. Ein Jahr später kündigte Google Android XR als geistigen Nachfolger von Project Iris an.
Auf der Google I/O im Mai 2025 stellte Google seine neue KI-Brille vor.